# Політанська Алла Юріївна
Алла Юріївна Політановська (до шлюбу Агєєва; 27 вересня 1988, Антрацит, Ворошиловградська область, Українська РСР, СРСР) — українська волейболістка, зв'язуюча. Гравчиня національної збірної.

## Із біографії
Вихованка дитячо-юнацької спортивної школи міста Антрацит (тренерка — Валентина Глотова). Потім відшлішовувала майстерність у Луганському вищому училищі фізичної культури (тренер — Віктор Іващенко).
Кар'єру професіональної волейболістки розпочала в запорізькій «Орбіті». У складі луцької «Волині» стала дворазовою володаркою Кубка України. Майстер спорту України. З «Хіміком» З Южного здобула три титули чемпіонів України. З 2017 по 2020 виступала за кордоном: її клуби ставали переможцем першості Азербайджану і кубка Казахстану.
Гравець національної збірної України. Зокрема, виступала на чемпіонаті Європи 2019 року.

## Клуби
| Роки      | Команди                   |
| --------- | ------------------------- |
| 2005—2011 | «Орбіта» (Запоріжжя)      |
| 2011—2013 | «Волинь» (Луцьк)          |
| 2014—2017 | «Хімік» (Южне)            |
| 2017—2018 | «Азеррейл» (Баку)         |
| 2018—2019 | «Алтай»                   |
| 2019—2020 | «Куаниш» (Петропавлівськ) |
| 2020—2021 | «Прометей» (Кам'янське)   |
| 2021—2022 | «Хімік» (Южне)            |
| 2022—2023 | «Тетіс» (Вула)            |
| 2023—2024 | «Медицина» (Тиргу-Муреш)  |
| 2024—     | «Балта»                   |

## Досягнення
- Чемпіонка України (4): 2015, 2016, 2017, 2021
- Володарка кубка України (7): 2012, 2013, 2015, 2016, 2017, 2021, 2025
- Володарка суперкубка України (2): 2016, 2021
- Чемпіонка Азербайджану (1): 2018
- Володарка кубка Казахстану (1): 2018

## Статистика
У збірній:
| Турнір                | Фінальний турнір | Фінальний турнір | Фінальний турнір | Фінальний турнір | Відбіркові змагання | Відбіркові змагання | Відбіркові змагання | Відбіркові змагання | Примітки |
| Турнір                | Ігри             | Сети             | Очки             | Ср.              | Ігри                | Сети                | Очки                | Ср.                 | Примітки |
| --------------------- | ---------------- | ---------------- | ---------------- | ---------------- | ------------------- | ------------------- | ------------------- | ------------------- | -------- |
| Чемпіонат Європи 2015 | —                | —                | —                | —                | 2                   | 2                   | 1                   | 0,50                | [ 9 ]    |
| Євроліга 2018         | 2                | 3                | 2                | 0,67             | —                   | —                   | —                   | —                   | [ 10 ]   |
| Євроліга 2019         | 5                | 15               | 11               | 0,73             | —                   | —                   | —                   | —                   | [ 11 ]   |
| Чемпіонат Європи 2019 | 4                | 12               | 10               | 0,83             | 1                   | 3                   | 6                   | 2,00                | [ 12 ]   |
| Всього                | 11               | 30               | 23               | 0,77             | 3                   | 5                   | 7                   | 1,40                |          |

- Ср. — середній показник результативності за один сет.

Статистика виступів в єврокубках:
| Сезон   | Клуб             | Турнір         | Ігри | Сети | Очки | Ср.  | Примітки |
| ------- | ---------------- | -------------- | ---- | ---- | ---- | ---- | -------- |
| 2012/13 | «Волинь» (Луцьк) | Кубок ЄКВ      |      |      | 0    | 0    |          |
| 2014/15 | «Хімік» (Южне)   | Кубок ЄКВ      | 1    |      | 0    | 0    |          |
| 2014/15 | «Хімік» (Южне)   | Кубок виклику  | 5    | 5    | 8    | 1,6  |          |
| 2015/16 | «Хімік» (Южне)   | Кубок ЄКВ      | 6    | 24   | 2    | 1,04 |          |
| 2016/17 | «Хімік» (Южне)   | Ліга чемпіонів | 2    | 10   | 9    | 0,9  |          |
| 2016/17 | «Хімік» (Южне)   | Кубок ЄКВ      | 3    | 15   | 12   | 0,8  |          |
| 2020-21 | СК «Прометей»    | Ліга чемпіонів | 1    | 3    | 2    | 0,67 | [ 13 ]   |
|         | СК «Прометей»    | Кубок ЄКВ      | 2    | 3    | 2    | 0,67 | [ 14 ]   |
| 2022/23 | «Тетіс» (Вула)   | Кубок виклику  | 1    | 3    | 3    | 1    |          |